# 拟珍齿螯蛛
拟珍齿螯蛛（学名：Enoplognatha submargarita）为球蛛科齿螯蛛属的动物。在中国大陆，分布于新疆等地，多栖息于果园、菜园及瓜园的草丛中。该物种的模式产地在新疆。